# منتزه جزيرة باتل الحكومي
منتزه باتل آيلاند ستيت، تبلغ مساحته 235 أكر (0.95 كـم2) متنزه حكومي تقع على نهر أوسويغو في نهر أوسويغو، نيويورك. يشمل منتزه ملعب غولف باتل آيلاند ستيت بارك المكون من 18 حفرة. تقع الحديقة على الضفة الغربية للنهر، شمال مدينة فولتون، على طريق نيويورك السريع رقم 48.

## تاريخ
يشير اسم باتل آيلاند ستيت بارك إلى معركة وقعت في 3 يوليو 1756، أثناء الحرب الفرنسية والهندية. بدأت المعركة بعد أن تعرض أسطول بريطاني، أثناء عودته من تسليم الذخائر إلى فورت أونتاريو، لكمين نصبه مجموعة من الفرنسيين والهنود. على الرغم من قلة عدد القوات البريطانية والاستعمارية، إلا أنها تمكنت من صد عدة هجمات باستخدام الجزيرة كمعقل. تم إنشاء الجزيرة التي تم تحديدها على الخرائط باسم «جزيرة المعركة» أثناء التنقيب في قناة مجاورة؛ وقعت المعركة في جزيرة أصغر في جنوب ايلاند مباشرة 
تحتل باتل آيلاند بارك ستيت أرضًا مملوكة في الأصل من قبل فريد ريك أ. إمريك، الذي امتلك 200 أكر (0.81 كـم2) من ممتلكات الحديقة للدولة عام 1916. عندما تم تسليم ما تبقى من ممتلكاته إلى الدولة في عام 1938، تم تحديد الأرض رسميًا كمتنزه حكومي.

## المرافق
أحد عوامل الجذب الرئسية في المنتزة هو ملعب الجولف المكون من 18 حفرة و72 قدما والذي صممه ديفاروكس أميت. طول الملعب 5,973 يارد (5,462 م) من أطول المحملات.
توفر الحديقة أيضًا مسارات للتزلج الريفي على الثلج وامتيازا للطعام.

## روابط خارجية
- متنزهات ولاية نيويورك: باتل آيلاند ستيت بارك
- متنزهات ولاية نيويورك: ملعب غولف